# Tales Cerdeira
Tales Rocha Cerdeira, född 21 januari 1987, är en brasiliansk simmare.
Cerdeira tävlade för Brasilien vid olympiska sommarspelen 2012 i London, där han tog sig till semifinal på 200 meter bröstsim.
Vid olympiska sommarspelen 2016 i Rio de Janeiro blev Cerdeira utslagen i försöksheatet på 200 meter bröstsim.